# 無頼派
無頼派（ぶらいは）は、第二次世界大戦後、近代の既成文学全般への批判に基づき、同傾向の作風を示した一群の日本の作家たちを総称する呼び方。象徴的な同人誌はなく、範囲が明確かつ具体的な集団ではない。新戯作派（しんげさくは）とほぼ同義だが、現在はこの呼称が一般化している。

## 概略
無頼派の範疇を創り出した「新戯作派」という言葉は、坂口安吾による、戯作に対する数々の発言に端を発する。エッセイ『戯作者文学論』（1947年1月）、織田作之助への追悼文『大阪の反逆 – 織田作之助の死 – 』（『改造』昭和22年4月号）などで、小説はたかが商品とし、坂口は文学における戯作性の重要性を強調した。漢文学や和歌などの正統とされる文学に反し、俗世間におもねった、洒落や滑稽と趣向を基調とした江戸期の“戯作”の精神を復活させようという論旨である。そこで、林房雄が江戸期の戯作文学にちなんで「新戯作派」と命名したとされる。
この「戯作復古」の思想は、坂口の論文『FARCEに就て』（1932年3月）、太宰治の『お伽草紙』（1945年10月）などのパロディ作品、『如是我聞』（太宰、『新潮』昭和23年3月号から7月号）での志賀直哉への猛烈な批判、または『晩年』（1936年6月刊行）から『グッド・バイ』（1948年6月絶筆）までの太宰の諸作に見られる道化精神、織田作之助の『可能性の文学』（『改造』昭和21年12月号）などに顕著である。そこには、旧来の私小説的リアリズム、および既成文学全般への批判が見られる。「無頼派」という言葉は、これら「戯作復古主義」から「旧体制の文学への反発」を経て、結実し、一世を風靡した坂口の『堕落論』（1946年4月）や『デカダン文学論』（1946年10月）のタイトルイメージに影響されるところが大きい。

## 作家
坂口安吾（24年間の作家生活で膨大な作品を残し晩年は薬物中毒、48歳で死ぬ）、太宰治（実質13年で全集12巻分を残し自殺）、織田作之助（約6年半で全集8巻分を残し晩年は薬物中毒）を中心に、石川淳、伊藤整、高見順、田中英光（約10年で全集11巻分を残し自殺）、檀一雄などを指すことが多い。さらに奥野健男によると、三好十郎、平林たい子を含ませることもある。太宰、織田らと交流があり無頼派に数えられることのある青山光二は晩年のインタビューで、太宰と織田を純然たる無頼派として言及し、長寿の檀一雄や自身については純然たる無頼派ではないと回答している。
日本の近現代文学史上の潮流としての無頼派というより、広範な意味で無頼派と評される作家は、吉行淳之介、色川武大、中上健次、伊集院静らをはじめとして相当数存在する。